# Glória (Rio de Janeiro)

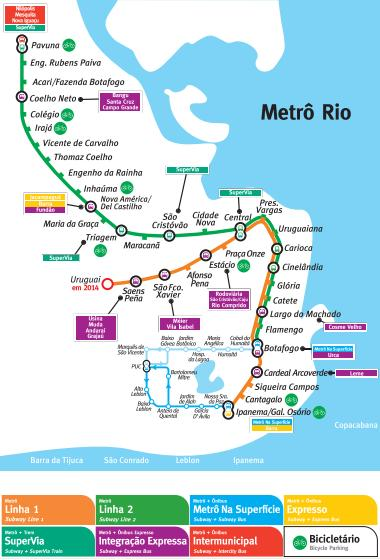
Einbindung an das U-Bahn-Netz, Linie 1 und 2

Glória ist ein Stadtviertel, portugiesisch bairro, im Stadtbezirk Centro e Centro Histórico (Zona Central) von Rio de Janeiro in Brasilien. Der Stadtteil verdankt seinen Namen der Kirche Igreja de Nossa Senhora da Glória do Outeiro, einer der ersten Kirchen in der Stadt aus dem 18. Jahrhundert.

## Lage
Glória liegt südlich vom Stadtzentrum am Atlantischen Ozean. Hier wohnt die Mittelklasse und die obere Mittelklasse der Cidade maravilhosa („Wunderbare Stadt“), am nördlichen Ende der Praia do Flamengo. Es gilt als das erste Viertel der Südzone von Rio und wird vom Stadtteil Centro und der Lapa begrenzt. Mit dem Bau des Flamengo Parks hat die Umgebung viel von der Schönheit eines direkten Zugangs zum Meer verloren.
Mit nur einer Favela, an der Grenze zum Stadtteil Catete, gilt die Wohngegend weitgehend als ruhig, trotz unzähligen Geschäften, Bars und Restaurants. Glória hat auch eine U-Bahn-Station.

## Geschichte
Die Kirche Igreja de Nossa Senhora da Glória do Outeiro, heute ein eingetragenes Kulturdenkmal, erlangte seit dem 19. Jahrhundert mit der Ankunft des portugiesischen Königshauses in Brasilien einen besonderen Status. Der Prinzregent und spätere König Dom João VI. liebte die Kirche, wo er an der Messe teilnahm. Seine Nachfolger behielten eine Vorliebe für die Kirche. Dom Pedro I. begann mit der Tradition, alle Fürsten des Hauses Braganza in der Kirche zu taufen. Die zukünftige Königin Dona Maria II, der zukünftige Kaiser Dom Pedro II und Isabella von Brasilien wurden hier getauft. Auch der brasilianische Schriftsteller Lima Barreto wurde in der Kirche getauft.
Bis in die 1930er Jahre galt das Viertel als das Paris von Rio. Seit den späten 1880er Jahren entstanden hier viele Hotels, die als Residenzen von Senatoren dienten, die sich in Ausübung ihrer politischen Tätigkeit vorübergehend in Rio de Janeiro aufhielten. Rio de Janeiro war bis 1960 Hauptstadt von Brasilien. Viel seiner architektonischen und städtebaulichen Gestaltung wurde von Paris inspiriert, z. B. der Pariser Platz. Hier schuf Machado de Assis mit anderen Künstlern, Musikern und Persönlichkeiten den berühmten Beethoven Club, um die Werke des deutschen Komponisten zu hören.
Als Ortsteil hat Glória keine eigene politisch-administrative Verwaltungsbefugnis, sondern untersteht der Verwaltungsregion Centro.

## Olympische Spiele 2016
Der Yachthafen Marina da Glória wurde für die Olympischen Spiele 2016 modernisiert und erweitert, damit es als Wettkampfstätte für die Segelwettbewerbe dienen kann. Die Rennen selbst werden im südlichsten Teil der Guanabara-Bucht abgehalten. Die Segelwettbewerbe der Paralympics 2016 werden hier auch ausgetragen.

## Galerie

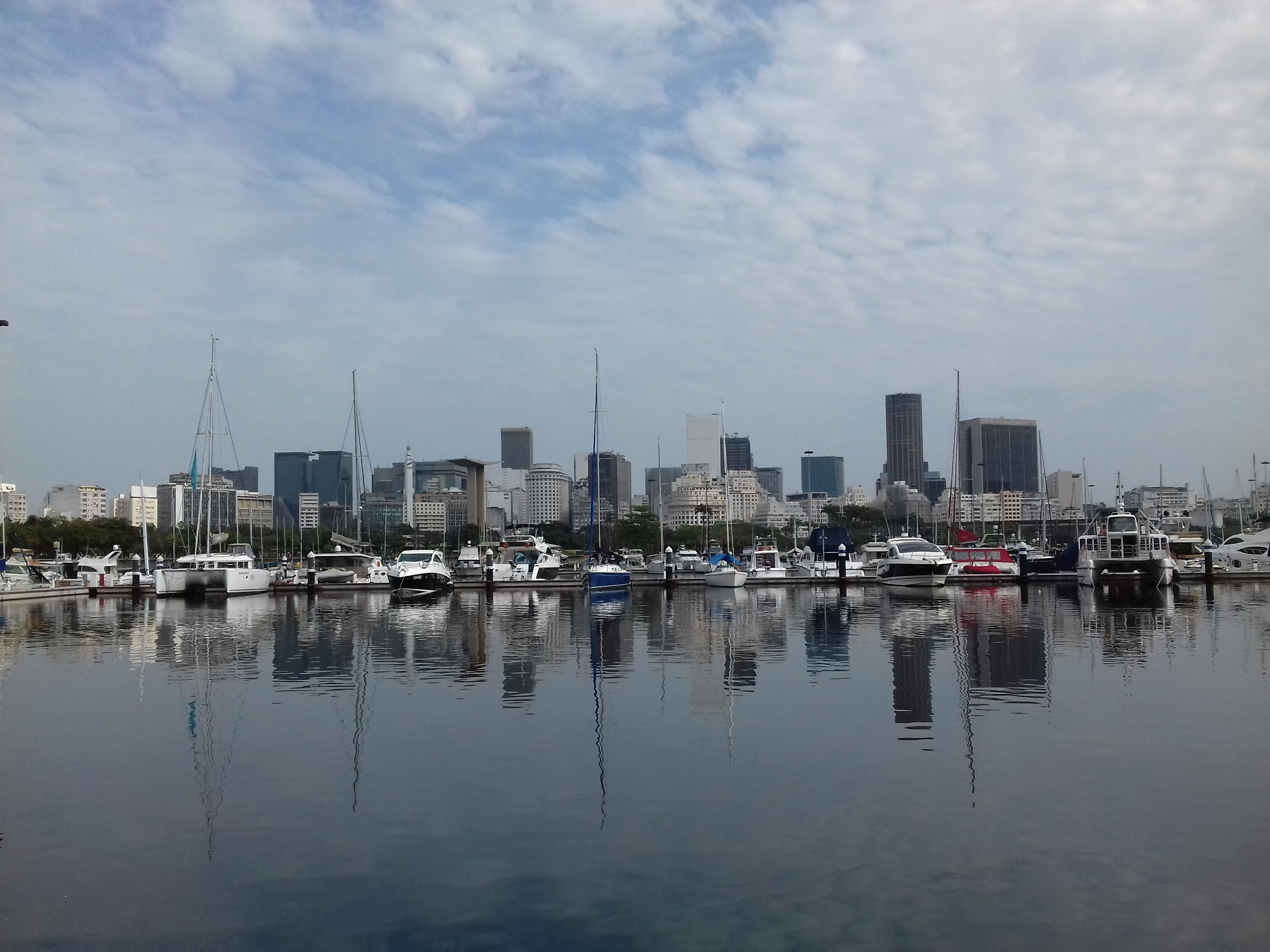
Marina da Glória und Rio de Janeiro Downtown im Hintergrund
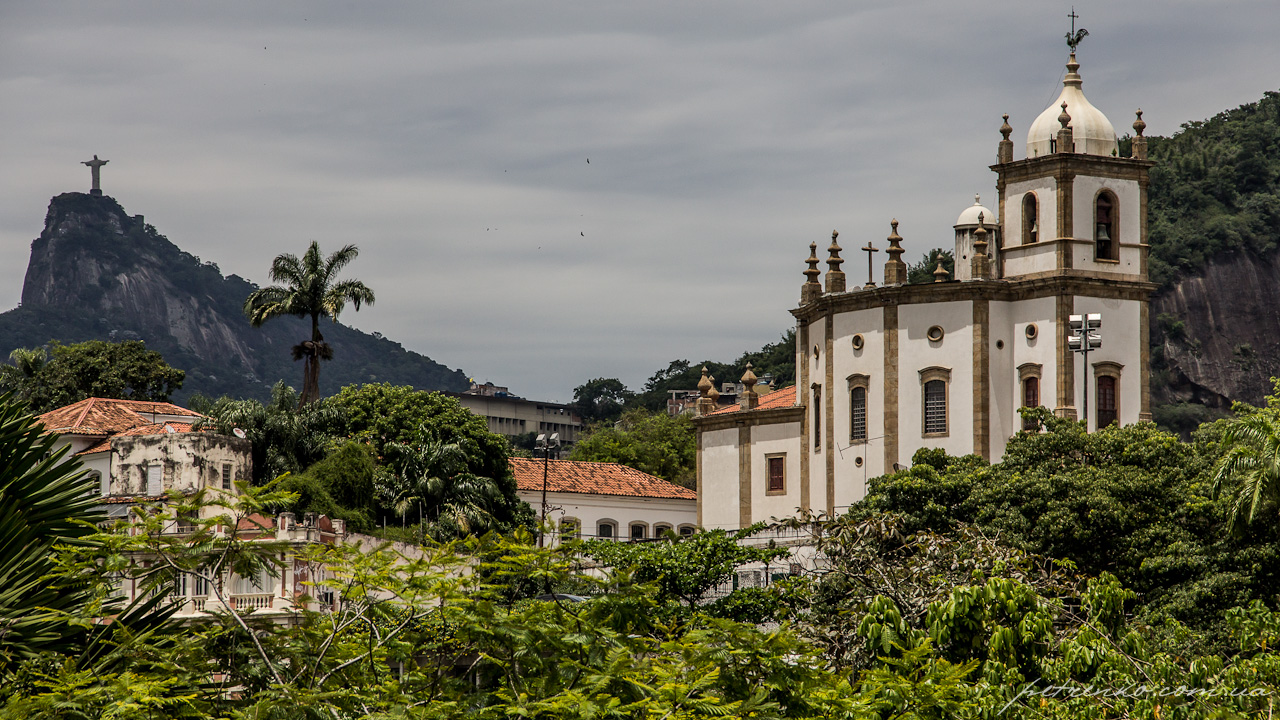
Die Kirche Igreja de Nossa Senhora da Glória do Outeiro
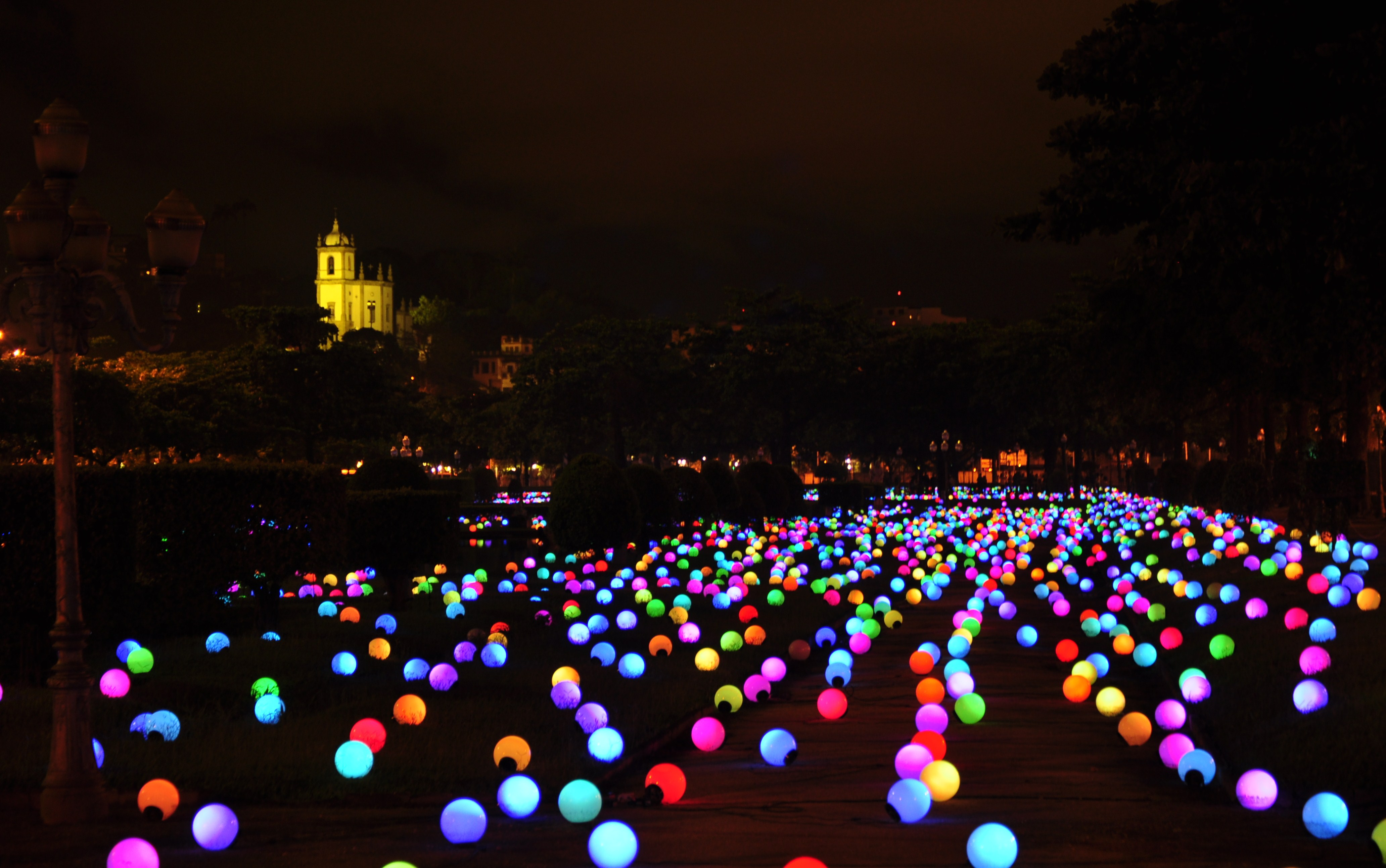
Pariser Platz mit der Installation "Maximo Silencio em Paris" des italienischen Künstlers Giancarlo Neri.
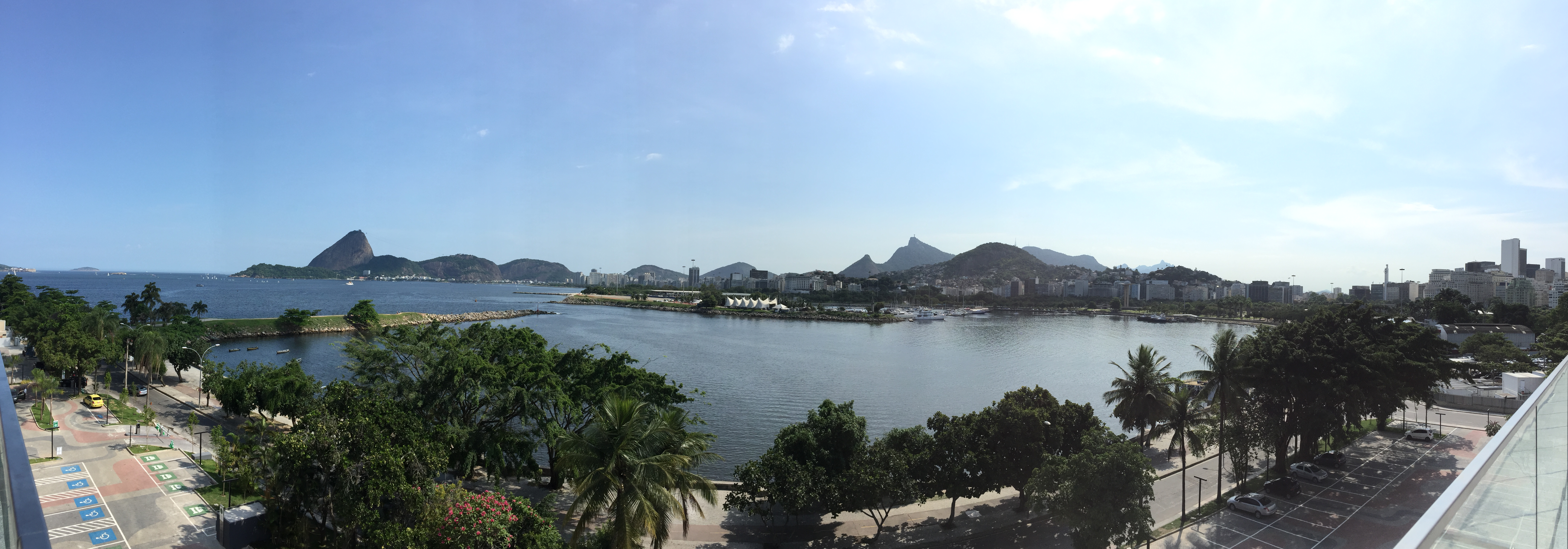
Panorama auf den Bairro Glória, Blick von der Terrasse der Bossa Nova Mall
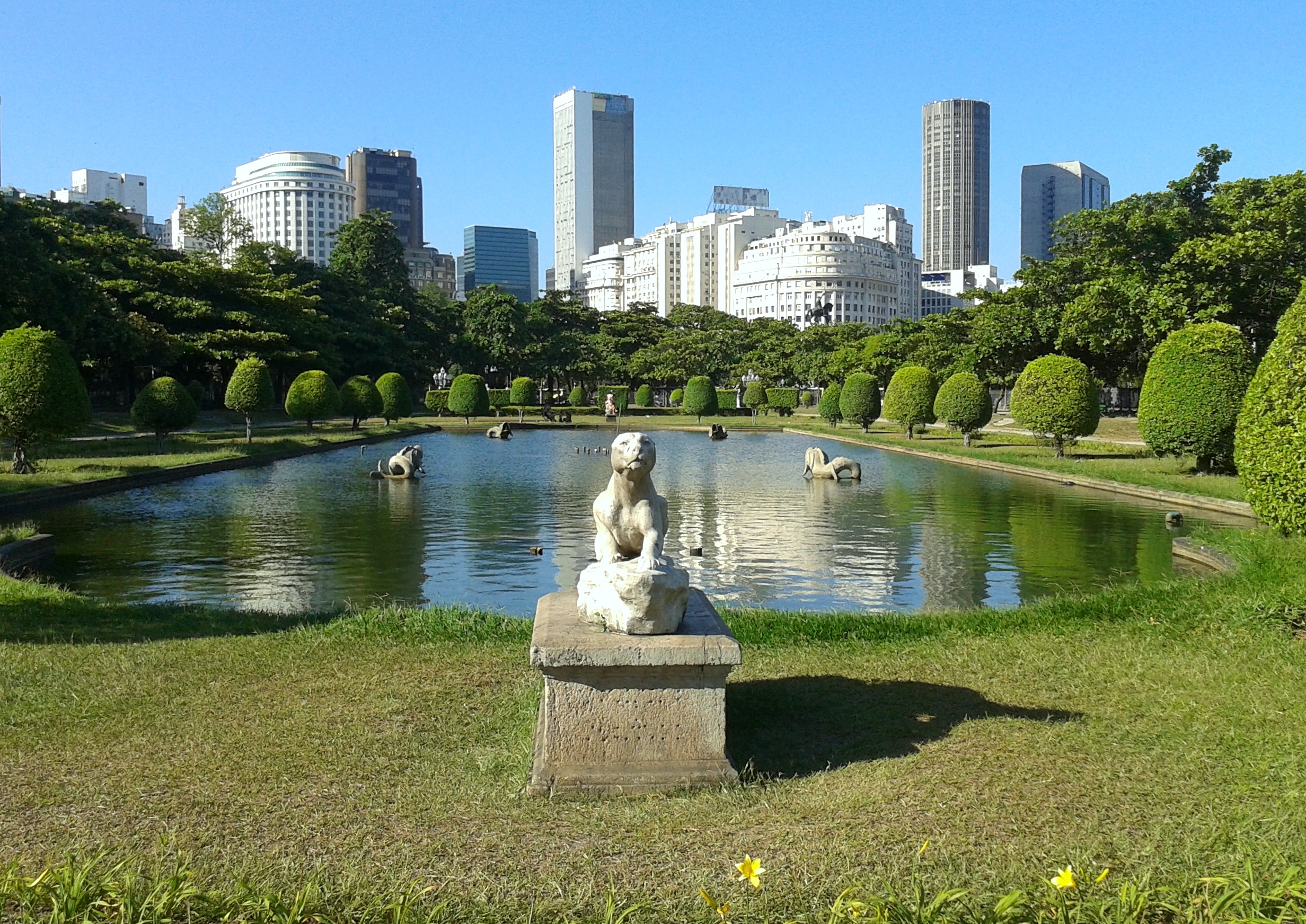
Praça Paris (Pariser Platz)